# Други скадарски рат
Други скадарски рат је вођен око Скадра и градова у Зетском приморју, прво између Балше III Балшића (1403—1421) и Млетачке републике, а после његове смрти 18.04.1421. године, рат је наставио његов ујак и наследник Стефан Лазаревић (кнез 1389—1402, деспот 1402—1427). Отпочео је 1419. године, а борбе су завршене Скадарским миром 1423. године. Дефинитивно је окончан склапањем Вучитрнског мира 1426. године, којим су обе стране само делимично оствариле своје ратне циљеве.
Повод за рат било је настојање Балше III да поврати градове које је његов отац Ђурађ II (1385—1403), предао Млечанима 1396. године за накнаду од 1.000 дуката годишње и обаћање да ће му пружити војну помоћ, у случају Отоманског напада. Због ових поседа су Млечани и Балша већ водили рат (тзв. Први скадарски рат), између 1405. и 1412. године, који је окончан без јасног победника.
Током прве фазе рата, Балша је успео да овлада Дривастом, али је изгубио Будву, да би после његове смрти Млечани повратили Дриваст и преузели Улцињ и Бар. Његов наследник Стефан је пробао прво да преговорима постигне мир, а након њихове пропасти је заузео Дриваст и Бар. Рат је настављен српским опсадама Скадра (1422. и 1423) које су зараћене стране вратиле за преговарачки сто, што је довело до потписивања Скадарског мира којим су окончане борбе.

## Ток рата

### Борбе Балшића и Млечана
Претходни сукоб око Скадра и околних градова, окончан је без победника, крајем 1412. године. Млечани су се налазили у рату са Османлијама, а угарски краљ Жигмунд (1387—1437) је 1418. године обновио непријатељства према њима. Ову ситуацију је покушао да искористи Балша и поврати спорне градове. Почетком 1419. године, он је наредио да се похапсе сви млетачки трговци у његовој држави и у марту је упао у област око Скадра и Дриваста. Он је до краја маја заузео сам град Дриваст, док му је тврђава пружала отпор још неколико месеци, до краја августа. После тога је отпочео са градњом утврђења код светог Николе на ушћу Бојане и код светог Срђа, да би њима могао да контролише пловидбу бродова реком Бојаном, а сматрало се да ће његов следећи циљ бити Љеш.
Млетачка реакција је уследила веома брзо. Већ у априлу је понуђена награда за хватање Балше III, која ће до краја рата нарасти до цифре од 8.000 дуката. Поред тога, њиховом капетану је наређено да допреми помоћ њиховим градовима, отпочне са нападима на Балшину територију, као и да покуша да нађе људе који су спремни да се боре против њега. Они су такође, локалним османским господарима понудили 5.000 дуката и тзв. Скадарски порез за победу у рату са Балшом и предавања његових поседа њима.
Глобалне прилике су измениле у млетачку корист почетком новембра, када су потписали мир са султаном Мехмедом I (1413—1421), а једна од његових одредби је обавезивала Османлије да бране млетачке поседе на тлу данашње Албаније. Њима су пришли и Которани, који су у јулу 1419. године понудили да признају млетачки суверенитет и помогну им у борбама против Балше. Договор је склопљен у мају 1420. године, а млетачки капетан Јадранског мора Пјетро Лоредан је у јулу исте године свечано примио кључева града. Он је након тога дотурио појачања у Скадар и заузео Будву. Сами Которани су такође отпочели са нападима, тако да су током јесени и поред великог отпора локалног становништва, заузели Светомихољску превлаку и Луштицу.
Крајем 1420. и почетком 1421. године, Балша и Ђурашевићи су упали и опустошили околину Котора, што је довело и до побуне локалног становништва у Грбљу, против которске управе.

### Преговори о миру и Балшина смрт
Почетком 1421. године долази до обнове мировних преговора, али су они завршени неуспехом. Млечани су током пролећа покушали да преко Сандаља Хранића поврате изгубљене поседе и нудили су му приходе које је раније добијао од Котора, уколико буде успео да утиче на Балшу да их врати, али ни та иницијатива није успела. Балшини посланици су у априлу поново били у Венецији, у покушају да постигну договор о условима мира. Ови преговори су такође завршени неуспехом, јер су Млетачке власти одбијале да врате Будву и Луштицу. Поред тога, на њихов чврст став утицале су вести о томе да је Балша тешко болестан и надали су се да ће са његовим наследником лакше доћи до повољнијег мира. Пошто Балша није имао мушке деце, питање је било и ко ће га наследити, а Млечани су сматрали да би то могао да буде његов последњи живи мушки сродник, његов брат од стрица Стефан (де Маромонте), који је био познат као несталан човек и авантуриста.
Сам Балша је тешко болестан отишао код свог ујака и српског деспота Стефана Лазаревића, предао му Зету на управу и 28. април. је преминуо на његовом двору. Балшину смрт искористили су Млечани да поново овладају Дривастом, а потом и Улцињем и Баром, чиме су под своју контролу целокупно Зетско приморје, јер су у борбама са Балшом заузели Будву, а Котор се сам ставио под њихову власт (1420). Против њих, своје право на Балшине поседе је истакао и војвода Сандаљ Хранић, а своју област су почели да шире и Ђурашевићи из Зетског залеђа. Међутим, Стефановим укључивањем у дешавања у Зети, Ђурашевићи су га признали за врховног господара и постали његове војводе (Ђурађ и Љеш), док му је Сандаљ препустио борбу са Млечанима.

### Борбе деспота Стефана са Млечанима
Деспот Стефан није одмах започео борбу у Зети, вероватно и због смрти султана Мехмеда I 26.05. тј. доласка на власт његовог сина Мурата II (1421—1451), коју су Византинци покушали да спрече. Он је прво покушао да преговорима постигне мир у Зети, али је паралелно обављао и војне припреме. Пошто Млечани нису пристали да му врате Балшине поседе, он је у августу заузео Дриваст и дошао под Бар, док су Ђурашевићи заузели Светомихољску превлаку и Грбаљ. После почетка нових преговора које су иницирали Млечани и њиховог отезања, Стефан је у новембру заузео Бар и склопио са метачким представницима примирје на пола године. Након тога је напустио Зету у којој је оставио војводу Мазарека да њом управља из Бара.
Идуће године (1422), док је примирје још било на снази, Стефан је у Венецију упутио војводу Витка да обнови преговоре о миру. Он је захтевао да му се врате сви поседи Балшића у Зети, почевши од Скадра, док су Млечани тражили да им Стефан врати градове и области које је заузео претходне године. Током преговора, захтеви обе стране су се смањили и постигнут је делимичан договор, али мир ипак није закључен. Истовремено, Млечани у Скадру су вршили припреме и снабдевали град за евентуалну опсаду, док је војвода Мазарек подигао низ утврђења дуж Бојане, да би контролисао бродове који њом плове. У другој половини године деспотове трупе су опселе Скадар који се нашао у тешкој ситуацији, али се она распала у децембру исте године. Млечани су у једном ноћном испаду напали једно од српских утврђења крај Бојане, недалеко од Светог Срђа. Његови браниоци су због мрака помислили да их је напала надмоћна млетачка војска, због чега су побегли, након чега су нападачи запалили њихово утврђење. Ово је створило панику и у главном делу српске војске, која је такође побегла и напустила скадарску област. Повлачење српске опсаде, Млечани су искористили да прошире своју власт на неке пределе око Бојане и нападе на поседе Улцињана (лојалних Стефану), а у пролеће 1423. године на њихову страну су прешли Паштровићи, који су за то награђени новцем и тканинама.
Борбе у приморју је Стефан препустио свом сестрићу Ђурђу, који је на челу српске војске, у којој је било и 8.000 коњаника, почетком лета 1423. године опсео Скадар. Он је обновио утврде дуж Бојане, а на њеном ушћу је развукао ланац којим је Скадар и физички одсечен од мора. Нова српска опсада је приморала Млечане да обнове мировне преговоре који су довели 12.08. до склапања тзв. Скадарског мира, према коме су Стефану признати Бар и Дриваст,1.000 дуката годишње као и Балшићима, Млечани су се обавезали да му врате Будву и солане на Грбљу, а његовим трупама ће бити омогућен несметан прелазак преко њихове територије. Са друге стране, Млечанима су потврђени Котор, Улцињ и Скадар.

### Преговори о миру
Иако је споразум потписан, до његове реализације није дошло због низа нерешених питања, али до нових борби није дошло. Преговори су настављени наредних година, прво у августу 1424. године у Плани, потом током лета 1425. године у Венецији, да би коначан мир био потписан 22.04.1426. године у Вучитрну, између Ђурђа Бранковића са једне и скадарског капетана Франческа Квирина, са друге стране.Вучитрнски мир је био базиран на претходно потписаном Скадарском миру и касније су га ратификовали деспот Стефан (22.07.1426) и Млетачки сенат (03.02.1427).